# Maurice Clerc (mathématicien)
Pour les articles homonymes, voir Maurice Clerc (organiste) et Clerc.
Maurice Marcel Clerc, né le 24 avril 1949 à Besançon est un mathématicien français.

## Biographie

### Famille et formation
Maurice Marcel Clerc naît le 24 avril 1949. Il obtient son diplôme d'ingénieur en 1972, à la fin de ses études supérieures au sein de l'Institut industriel du Nord (renommé Centrale Lille en 1991).

### Carrière professionnelle
Maurice Clerc travaille dans le département « Recherche et Développement » de la société France Télécom. Ses premiers travaux portent sur les représentations floues,,. Il est ensuite reconnu comme spécialiste mondial de l'optimisation par essaims particulaires (OEP) (Particle Swarm Optimisation, PSO), conjointement avec James Kennedy. Il est, avec ce dernier, coauteur principal de la première analyse théorique détaillée de cette méthode, récompensée par l'IEEE en 2005.
Il énonce et démontre des théorèmes de convergence dans un espace à cinq dimensions et, en particulier, définit le concept de constriction largement utilisé depuis dans le cadre de l'OEP,.
L'analyse définit des intervalles de valeurs pour les coefficients, qui permettent de généraliser l'algorithme à de nombreux types de problèmes. Ainsi un chercheur ou un développeur d'applications peut utiliser le même modèle, avec les mêmes coefficients, sans limitation arbitraire des vitesses.
À partir du même code de base, il suffit d'introduire la fonction objectif du problème à traiter. Une approche plus polyvalente que les précédentes et qui est maintenant utilisée dans pratiquement toutes les variantes de l'OEP. En fin 2020 plus de mille publications d'autres auteurs y font référence.
Clerc introduit d'autres innovations dans le paradigme de l'intelligence en essaim, par exemple avec l'approche « Essaim et Reine ».
Ses travaux concernant l'utilisation de l'OEP pour les problèmes combinatoires, comme celui du Voyageur de commerce, sont particulièrement novateurs, en ce qu'il redéfinit complètement les concepts de « vitesse » et de « distance » pour traiter ce genre de problèmes.
Sa définition du concept de stagnation et son analyse ont également permis des améliorations de l'algorithme.
Il travaille en collaboration avec de nombreuses personnes à l'international. En particulier James Kennedy (voir plus haut), Riccardo Poli (en) sur le projet XPS (eXtended Particle Swarms) de l'université de l'Essex, Patrick Siarry, professeur à l'université Paris-Est Créteil,, Mahamed G. H. Omran, professeur à la Gulf University du Koweït (méthode d'optimisation APS (Adaptive Population-based Simplex),), plusieurs enseignants-chercheurs en Inde, entre autres de l'Indian Institute of Technology (en) (IIT) de Roorkee.
Il participe à la mise à jour du site « Particle Swarm Central ».
Retraité depuis 2004, il reste actif dans divers domaines de recherche, liés à l'OEP ou non,,: publications d'articles et de livres, orateur principal dans des conférences,, directeur et juré de thèses,. Il travaille également occasionnellement comme consultant en optimisation,.
En parallèle il réétudie certaines anciennes questions de géométrie.

## Publications

### Ouvrages
Maurice Clerc est l'auteur de quatre ouvrages :
- L'optimisation par essaims particulaires, Hermès Lavoisier, 2005, 265 p. (ISBN 2-7462-0991-8, présentation en ligne).
- L'aléatoire contrôlé en optimisation, Iste, 2015, 254 p. (ISBN 978-1-78405-076-4, présentation en ligne).
- Optimiseurs itératifs - Mesures de difficulté et jeux d'essai, Iste, 2019, 188 p. (ISBN 978-1-78405-579-0, présentation en ligne).
- Graph Coloring - From Games to Deterministic and Quantum Approaches, Routledge & CRC Press, 2025, 144 p.  (ISBN 9781032737515), présentation en ligne.

### Articles et textes de conférences
- (en) « Think locally, act locally: The Way of Life of A2PSO, and Adaptive Particle Swarm Optimizer » (2001)
- (en) « Stagnation Analysis in Particle Swarm Optimisation or What Happens When Nothing Happens », Rapport technique, University of Essex,‎ 2006 (ISSN 1744-8050)
- (en) « Why does it work? », International Journal of Computational Intelligence Research 4, no 2,‎ 2008, p. 79-91
- (en) « Beyond Standard Particle Swarm Optimisation », International Journal of Swarm Intelligence Research 4,‎ 2010, p. 46-66
- (en) Handbook of Swarm Intelligence, vol. 8, Heidelberg, Springer, 2011 (ISBN 978-3-642-26689-8), « From Theory to Practice in Particle Swarm Optimization », p. 3-36
- (en) « Cooperation Mechanisms in Particle Swarm Optimisation », Nature Inspired Computing : Theory and Industrial Application,‎ 2013
- (en) « List Based Optimisers - Experiments and Open Questions », International Journal of Swarm Intelligence Research, vol. 4(4),‎ 2014
- (en) « Total memory optimiser: proof of concept and compromises », International Journal of Swarm Intelligence, vol. 3,‎ 2017
- (en) Maurice Clerc, « Iterative Optimization RCO: A “Ruler & Compass” Deterministic Method », Mathematics, vol. 12, no 23,‎ 28 novembre 2024 (DOI 10.3390/math12233755)
- (fr) Maurice Clerc, « Loi des sinus = Loi des cosinus ». juillet. https://hal.science/hal-05170696, DOI : 10.13140/RG.2.2.15287.02722